# Adath Jessurun
Adath Jessurun of Adath Jeschurun was een joodse gemeente sinds maart 1797. Toen scheidden 24 prominente leden zich samen met rabbijn Isaac Graanboom af van de Hoogduitse joodse gemeente van Amsterdam. Die gemeente had Hartog de Hartog Lémon niet toegestaan om de Verklaring van de Rechten van de Mens en de Burger in de sjoel voor te lezen en ontsloeg hem zelfs als armendokter.
De bestuurders van de Hoogduitse Joden, de parnassiem, beschouwden dit als een wederrechtelijke daad en een schending van de gemeentelijke tucht en plaatsten daarom de namen van de dissidenten waaronder David Friedrichsfeld, Herman Bromet, Jacob Sasportas, Joachim van Embden, Mozes Salomon Asser, Juda Littwak en Hartog de Hartog Lémon, allen lid van de joodse patriottenclub Felix Libertate, patriotten en aanhangers van de Haskalah,  op een schandbord in een kooi in de Grote Synagoge bij de Houtmarkt (nu het Jonas Daniël Meijerplein).
In het najaar van datzelfde jaar werd, nadat verzoeningspogingen waren mislukt, een klacht ingediend bij het Amsterdamse gerecht waarin de parnassiem eisten dat elk van de afgescheiden leden op grond van een artikel van het kerkelijk reglement dat afscheiding zou verbieden, 1000 gulden boete zou betalen.Het reglement dateerde uit de periode van vóór de instelling van de Bataafse Republiek, toen de diverse reglementsartikelen kracht van stedelijke keur hadden en de Amsterdamse stedelijke magistraat op verzoek van parnassiem sancties kon toepassen op overtreders.
De parnassiem van Adath Jesserun, zij noemden zich "provisioneele directeuren" rechtvaardigden hun afscheiding met de verklaring dat zij de "hierarchale ketenen van zich afschudden" die vroegere burgemeesters hadden gesmeed "door het sanctionneren van Kerken- reglementen, die onbestaanbaar waren, zelfs met de toenmalige gevigeert hebben 's lands wetten, met den zuiveren Joodschen godsdienst en met de Rede".
De rechter moest concluderen dat een verbod op afscheiding strijdig was met de op 5 augustus 1796 door de Nationale Vergadering van de Bataafse Republiek afgekondigde scheiding van Kerk en Staat en met het op 2 september afgekondigde gelijkberechtigingsdecreet dat de verschillen tussen de Israëlieten en de aanhangers van andere gezindten ophief. Door dat decreet kwamen de sancties van overheidswege op kerkelijke reglementen te vervallen. Tijdens de behandeling van de door hen aangespannen rechtszaak stelden de parnassiem dat de afgescheidenen contractbreuk hadden gepleegd en zij meenden dan ook via een civielrechtelijke procedure hun dissidenten de orde te kunnen roepen. De rechter wees geen van de eisen toe waarmee in de jurisprudentie werd vastgelegd dat de overheid niet meer kon worden gebruikt om de tucht in een kerkgenootschap te handhaven. Adath Jessurun werd desondanks betrokken in een langdurige procesgang waarin geen enkele gerechtelijke instantie de rechtmatigheid van de afscheiding officieel vaststelde.
Op 30 mei 1806 riep Keizer Napoleon I een Algemene Joodse Vergadering bijeen waarin de vorming van een nieuw Sanhedrin, het Grand Sanhedrin werd voorbereid. Carel Asser, Juda Littwak en Hartog de Hartog Lémon vertrokken naar Parijs om daar te ontdekken dat zij slecht waarnemers waren en dat alleen de vertegenwoordigers van de Hoogduitse gemeente het woord kregen tijdens debatten. De afgevaardigden van Adath Jessurun mochten op de slotbijeenkomst van 9 maart 1807 wel het woord voeren.
Van dat Sanhedrin kwam niets en Lodewijk Napoleon die minder aan de scheiding van kerk en staat leek te zijn gehecht, dwong in 1808 het herstel van de ongedeelde Hoogduitse gemeente af.